# Carl Fridberg
Carl Erik Fridberg, tidigare Eriksson även kallad Gusselby-Kalle, född 22 oktober 1848 i Lindesberg, död 4 augusti 1935 i Lindesberg, han var en svensk dragspelstillverkare.

## Biografi
Fridberg föddes 22 oktober 1848 på Gusselhyttan i Lindesberg. Han var son till bonden Erik Andersson och Johanna Carlsdotter.
1873 invigdes Lindesbergs järnvägsstation och Fridberg fick erbjudande att arbeta där, men tackade nej. 1876 flyttade han tillsammans med hustrun Matilda till Carlslund. I den nya bostaden byggde Fridberg en verkstad på vinden. Där han kom att tillverka sina dragspel.

### Familj
Fridberg gifte sig 16 december 1875 med Maria Mathilda Andersdotter (född 1856). De fick tillsammans barnen Carl Ludvig (1876-1878), Carl August (född 1878), Carl Ludvig (född 1880), Signe Mathilda (född 1881), Carl Arvid (1884-1969) och Signe Mathilda (1886-1960).

## Produktion
Det är okänt hur många dragspel Fridberg tillverkade. Endast 14 instrument av hans produktion har man hittat som är daterade mellan 1892 och 1932. Han tillverkade en- och tvåradiga dragspel.